# Frederikshavn Kommune
Frederikshavn Kommune ist eine dänische Kommune im Norden Jütlands und gehört zur Region Nordjylland. Sie entstand am 1. Januar 2007 im Zuge der Kommunalreform durch Vereinigung der „alten“ Frederikshavn Kommune mit den bisherigen Kommunen Skagen und Sæby im Nordjyllands Amt. Auf einer Fläche von 650,20 km² leben dort 58.864 Einwohner (Stand 1. Januar 2023).
Der Verwaltungssitz befindet sich in Frederikshavn. Bürgermeisterin ist Birgit Hansen (Socialdemokraterne).

## Kirchspielsgemeinden und Ortschaften in der Kommune
Auf dem Gemeindegebiet liegen die folgenden Kirchspielsgemeinden (dän.: Sogn) und Ortschaften mit über 200 Einwohnern  (byområder (dt.: „Stadtgebiete“) nach Definition der Statistikbehörde); Einwohnerzahl am 1. Januar 2023, bei einer eingetragenen Einwohnerzahl von Null hatte der Ort in der Vergangenheit mehr als 200 Einwohner:
| Sogn                  | Einwohner | Ortschaft              | Einwohner   |
| --------------------- | --------- | ---------------------- | ----------- |
| Abildgård Sogn        | 8.665     |                        |             |
| Agersted Sogn (a)     | 539       |                        |             |
| Albæk-Lyngså Sogn (b) | 1.890     | Lyngså Præstbro Voerså | 217 235 520 |
| Bangsbostrand Sogn    | 6.652     |                        |             |
| Elling Sogn           | 4.101     | Elling Strandby        | 1.141 2.259 |
| Flade Sogn            | 1.303     | Kilden                 | 933         |
| Frederikshavn Sogn    | 7.867     | Frederikshavn          | 22.961      |
| Gærum Sogn            | 774       | Gærum                  | 609         |
| Hulsig Sogn           | 129       |                        |             |
| Hørby Sogn            | 969       | Hørby                  | 403         |
| Jerup Sogn            | 815       | Jerup                  | 544         |
| Karup Sogn            | 104       |                        |             |
| Kvissel Sogn          | 476       | Kvissel                | 353         |
| Råbjerg Sogn          | 1.728     | Aalbæk                 | 1.424       |
| Skagen Sogn           | 7.564     | Skagen                 | 7.547       |
| Skærum Sogn           | 371       |                        |             |
| Skæve Sogn            | 1.308     | Dybvad                 | 613         |
| Sæby Sogn             | 8.910     | Sæby                   | 8.836       |
| Torslev Sogn          | 846       | Thorshøj               | 279         |
| Understed Sogn        | 787       | Halbjerg               | 242         |
| Volstrup Sogn         | 874       | Syvsten                | 260         |
| Østervrå Sogn         | 1.704     | Østervrå               | 1.282       |
| Åsted Sogn            | 957       | Ravnshøj               | 589         |

## Partnerstädte
Die Frederikshavn Kommune unterhält folgende Städtepartnerschaften:
- Schweden: Tranås
- Schweden: Borlänge
- Norwegen: Larvik
- Deutschland: Bremerhaven
- Volksrepublik China: Qingdao
- Grönland: Qeqqata